# Nothofagus dombeyi
Nothofagus dombeyi (Mirb.) Oerst., 1872 è un albero sempreverde della famiglia Nothofagaceae diffuso in Argentina e Cile. Localmente è noto come coigüe o coihue.